# Dolní Bečva
Dolní Bečva (en allemand : Unterbetschwa) est une commune du district de Vsetín, dans la région de Zlín, en Tchéquie. Sa population s'élevait à 1 881 habitants en 2020.

## Géographie
Dolní Bečva se trouve à 20 km au nord-est de Vsetin, à 47 km au nord-est de Zlín, à 119 km à l'est-nord-est de Brno et à 279 km à l'est-sud-est de Prague.
La commune est limitée par Trojanovice au nord, par Prostřední Bečva à l'est, par Vigantice au sud, et par Rožnov pod Radhoštěm à l'ouest.

## Histoire
La première mention écrite du village date de 1597.

## Patrimoine
|  |  |

|  |